# Allelia multipla
Si parla di allelia multipla, detta anche poliallelia, quando a un solo carattere fenotipico corrispondono più di due alleli dello stesso gene. In quanto gli alleli del medesimo gene occupano sempre loci uguali di cromosomi omologhi, che si trovano solo negli organismi diploidi e sempre in numero di due, non dovrebbe esistere più di una coppia di alleli per ogni gene; in realtà ciò è possibile grazie alle mutazioni genetiche, che intervengono a modificare le caratteristiche di un allele già esistente tramutandolo in una nuova versione, di poco differente dalla prima, dello stesso gene. Il contrario dell'allelia multipla è la pleiotropia, definita come la capacità di un singolo gene di influenzare più caratteri diversi; simile all'allelia multipla è invece l'eredità poligenica, per la quale uno stesso carattere è influenzato da più alleli appartenenti però anche a geni diversi e non necessariamente allo stesso.

## Casi di allelia multipla

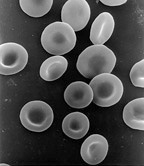
Negli eritrociti un gene con tre alleli codifica per due sole proteine.

Il caso più comune di allelia multipla riguarda i gruppi sanguigni. Questi sono determinati dal punto di vista fenotipico da speciali proteine di membrana dei globuli rossi, adoperate come sistema di riconoscimento e quindi di difesa da parte dell'organismo; ogni gruppo sanguigno possiede dunque delle particolari glicoproteine di membrana: la proteina A, la B, entrambe queste due (gruppo AB) o nessuna di esse (gruppo 0). 
Il gene che codifica, a livello genotipico, per queste proteine di membrana, chiamato I, è sempre lo stesso, ma esiste in tre alleli diversi: IA, IB e i: nel primo caso comanda la produzione di glicoproteina A, nel secondo caso di B e nel terzo di nessuna proteina. Dalle nove combinazioni binarie dei tre alleli di questo gene derivano i 6 genotipi che si leggono più sotto, ciascuno associato ad un particolare fenotipo secondo le leggi della dominanza e della codominanza:
| Alleli | IA          | IB          | i         |
| IA     | IA- IA → A  | IA- IB → AB | IA- i → A |
| IB     | IA- IB → AB | IB- IB → B  | IB- i → B |
| i      | IA- i → A   | IB- i → B   | i - i → 0 |

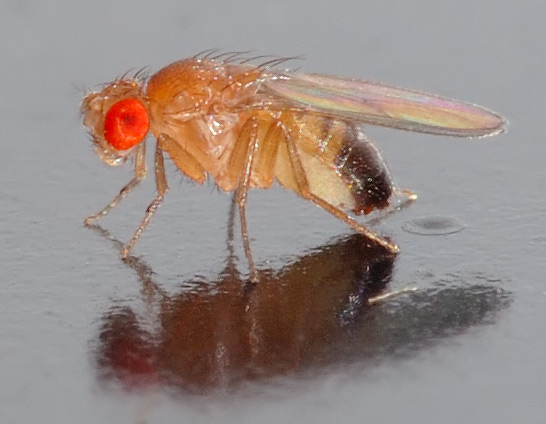
Drosophila melanogaster.

In questa tabella sono rappresentati in grassetto i vari alleli e le loro combinazioni (genotipi), mentre in corsivo sono scritti i vari generi di glicoproteina che ne derivano, e di conseguenza i gruppi sanguigni; con il numero 0 si intende nessuna glicoproteina.
Un altro caso di allelia multipla riguarda la colorazione degli occhi della Drosophila melanogaster, detta comunemente moscerino della frutta. L'esemplare presentato nell'immagine a sinistra è dotato di occhi composti a fenotipo rosso, ma esistono anche altre varie colorazioni: esse variano dal rosso al marrone al bianco, passando anche per l'eosina (una tonalità di rosa e un importante colorante biologico). Drosophila melanogaster presenta allelia multipla anche per altri caratteri, quali colorazione del corpo o forma e posizione delle ali; esso si è rivelato quindi negli anni passati un organismo ottimo per gli studi genetici di questo tipo, proprio in virtù della straordinaria varietà dei suoi alleli.

## Come si verifica l'allelia multipla
L'allelia multipla è un tipo particolare di mutazione genetica che modifica i geni in maniera piuttosto limitata e forma nuovi alleli degli stessi. Questo processo può avvenire in più modi diversi: può essere causato infatti da diversi agenti mutageni, quali raggi gamma, radiazioni ionizzanti e composti chimici di varia specie (sostanze cancerogene). Il bersaglio degli agenti mutageni è solitamente costituito dai cromosomi degli esseri viventi, e in particolare dalle loro catene di DNA: intervenendo a livello atomico o molecolare, essi possono essere in grado di modificare le strutture degli acidi nucleici, e dunque dei geni che di essi sono composti, facendoli diventare mutanti. 
Se l'allele colpito dalla mutazione è quello selvatico, ovvero il più comune e diffuso in natura, può avvenire che si crei un nuovo allele ancora in grado di codificare per delle proteine strutturalmente simili a quelle normali e quindi funzionanti in maniera non troppo diversa da esse: in questo caso si ha l'allelia multipla, perché si è formato un allele nuovo in soprannumero.

 
Talvolta capita che l'allele mutante sia letale, ovvero causa di morte: se non è in grado di codificare per la sua proteina, infatti, l'organismo può risentire della mancanza di essa e morire. Gli alleli letali dominanti sono solitamente un caso di allelia multipla: se l'unico altro allele esistente in natura fosse infatti recessivo rispetto a quello letale, non sopravviverebbe nessun essere vivente in grado di trasmettere alla prole il corredo genetico mortale. Esistono anche gli alleli letali recessivi, che si possono facilmente trasmettere alla progenie perché non si manifestano se non negli omozigoti; in questo caso l'allele mutante non deve necessariamente appartenere ad una serie multipla di alleli.